# کیروفسکویه (سرزمین آلتای)
کیروفسکویه (به لاتین: Kirovskoye) یک منطقهٔ مسکونی در روسیه است که در سرزمین آلتای واقع شده‌است.